# Les Crocs du diable
Pour plus de détails, voir Fiche technique et Distribution.
Les Crocs du diable (El perro) est un film d'action espagnol réalisé par Antonio Isasi-Isasmendi et sorti en 1977.
Il s'agit d'une adaptation libre du roman Como un perro rabioso d'Alberto Vázquez-Figueroa, publié en 1976. Le film a été projeté hors compétition lors de l'ouverture du Festival international du film de Saint-Sébastien en 1977. En 2009, il a été projeté dans la section « Sitges Clàssics - Els altres fantàstics » du Festival du film de Sitges.

## Synopsis
Dans un pays d'Amérique latine sous régime dictatorial, Aristides, un prisonnier politique, parvient à s'échapper de prison avec un d'autres fugitifs. Lui et un autre tentent de fuir à deux tandis que le gardien Zancho, assoiffé de sang, et son chien enragé sont sur leurs traces. L'un des fugitifs, un vieux professeur, détient des informations très importantes qui ne doivent pas tomber entre les mains des groupes d'opposition au gouvernement.

## Fiche technique
- Titre original espagnol : El perro[4]
- Titre français : Les Crocs du diable ou Le Chien[5]
- Réalisateur : Antonio Isasi-Isasmendi
- Scénario : Juan Antonio Porto (es), Antonio Isasi-Isasmendi d'après le roman d'Alberto Vázquez-Figueroa
- Photographie : Juan Gelpí
- Montage : Carmen Frías (es)
- Musique : Antón García Abril
- Production : Rafael Perez-Mensague, Enrique Gutierrez
- Société de production : Deva Cinematografica
- Pays de production :  Espagne
- Langue originale : espagnol
- Format : Couleur par Eastmancolor - 1,66:1 - Son mono - 35 mm
- Durée : 114 minutes (1 h 44)
- Genre : Action - aventures
- Dates de sortie :
  - Espagne : 2 décembre 1977
  - France : 4 juin 1980

## Distribution
- Jason Miller : Aristides Ungria
- Lea Massari : Muriel
- Marisa Paredes : Guerrillera
- Aldo Sambrell : Omar Romero
- Yolanda Farr : Campesina
- Francisco Casares : Zancho
- Juan Antonio Bardem : Abraham Abatti
- Eduardo Calvo : Oreste
- Manuel de Blas : Maire Araes
- Antonio Gamero : Cuatrero
- Juan Margallo : Cuatrero
- Vicente Cuesta : Huascar
- Luis Marín : Preso
- Antonio Mayans : Teniente
- José Vivó : Sebastián
- José Manuel Martín : Cuatrero
- Vicente Bañó : Leónidas Arévalo
- Juan Antonio Porto : Prêtre
- Ivan Tubau Comamala : Brigadier de Soto